# Sammi Adjei
Sammi Adjei (* 18. November 1973) ist ein ehemaliger ghanaischer Fußballspieler.
Adjei spielte bei den Olympischen Spielen 1992 in Barcelona in der ghanaischen Mannschaft, die die Bronzemedaille gewann. Adjei wurde in allen drei Vorrundenspielen eingesetzt. Nachdem er im Viertelfinale und im Halbfinale gefehlt hatte, kam er im Spiel um die Bronzemedaille gegen die australische Mannschaft erneut zum Einsatz.